# ماركو رويز
ماركو رويز (بالإسبانية: Marco Ruiz)‏ (26 سبتمبر 1979 بليما في بيرو - ) هو لاعب كرة قدم بيروفي في مركز الوسط. شارك مع منتخب بيرو لكرة القدم. أما مع النوادي، فقد لعب مع الجامعي دي بيرو وSport Coopsol Trujillo ‏ وديبورتيفو وانكا وكورونل بولوجنسي ونادي أياكوتشو وUnión Comercio ‏ وسبورت بويز ونادي خوسيه جالفيز ‏ وسبورت أنكاش وTotal Chalaco ‏.

## وصلات خارجية
- ماركو رويز على موقع قاعدة بيانات كرة القدم.إي يو (الإنجليزية)
- ماركو رويز على موقع ناشيونال فوتبول تيمز (الإنجليزية)
- ماركو رويز على موقع Soccerway.com (الإنجليزية)